# Monje

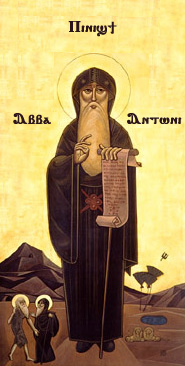
San Antonio Abad, de Egipto, considerado padre del movimiento eremítico cristiano.

Un monje (del occitano monge que proviene del latín monachus y este del griego μοναχός, monachós, "sólo, único, solitario") es una persona que practica el ascetismo religioso, viviendo solo o con otros monjes. Un monje puede ser una persona que decide dedicar su vida a servir a los demás, o ser un asceta que elige voluntariamente abandonar la sociedad para vivir una vida de oración y contemplación. El concepto es muy antiguo y puede verse en muchas religiones y filosofías.
En el idioma griego el término puede aplicarse también a mujeres, aunque en español, es usado para hombres. La palabra monja se utiliza normalmente para las monásticas femeninas.
Aunque el término griego monachós es de origen cristiano, la palabra monje también sirve para designar ascetas de otras creencias religiosas o filosóficas. Sin embargo, al ser un vocablo genérico, no es intercambiable con los términos que denotan clases particulares de monje, como cenobita, ermitaño, anacoreta o hesicasta.
Además de en la religión cristiana, existen en otras religiones monjes jainistas, budistas, sintoístas, taoístas o hindúes.

## Cristianismo oriental

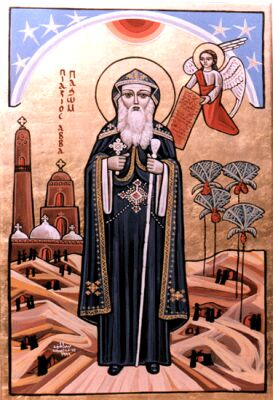
San Pacomio, considerado padre del monacato cenobítico.

El cristianismo nació en las regiones bañadas por el Mediterráneo oriental y dentro de sus creencias, hubo cristianos que decidieron abandonar la sociedad para buscar la perfección personal y dedicar su vida a Dios. Establecidos en una cultura helenística de lengua griega, principalmente desde el siglo III, procedentes particularmente en Egipto (también en lengua copta) y más adelante en Siria Oriental, estos monachós empezaron a habitar en los desiertos y cuevas, buscando la vida solitaria y austera, presidida por la oración, la pobreza, la castidad y la contemplación apartados de los demás y alejados de los asentamientos urbanos.

"Y todo el que por mi causa haya dejado casas, hermanos, hermanas, padre, madre, hijos o terrenos, recibirá cien veces más y heredará la vida eterna."
Mateo 19:29

En un principio, se trataba de eremitas como San Antonio Abad, conocido por su fama de hombre santo y austero que suscitaba una fuerte atracción de otros solitarios. En el siglo IV, en sus últimos años, a sus numerosos discípulos que iban a él para pedir consejo y dirección, los organizó en una comunidad de monjes (permaneciendo aislados) que serviría de inspiración para formar otras comunidades similares en Egipto. 

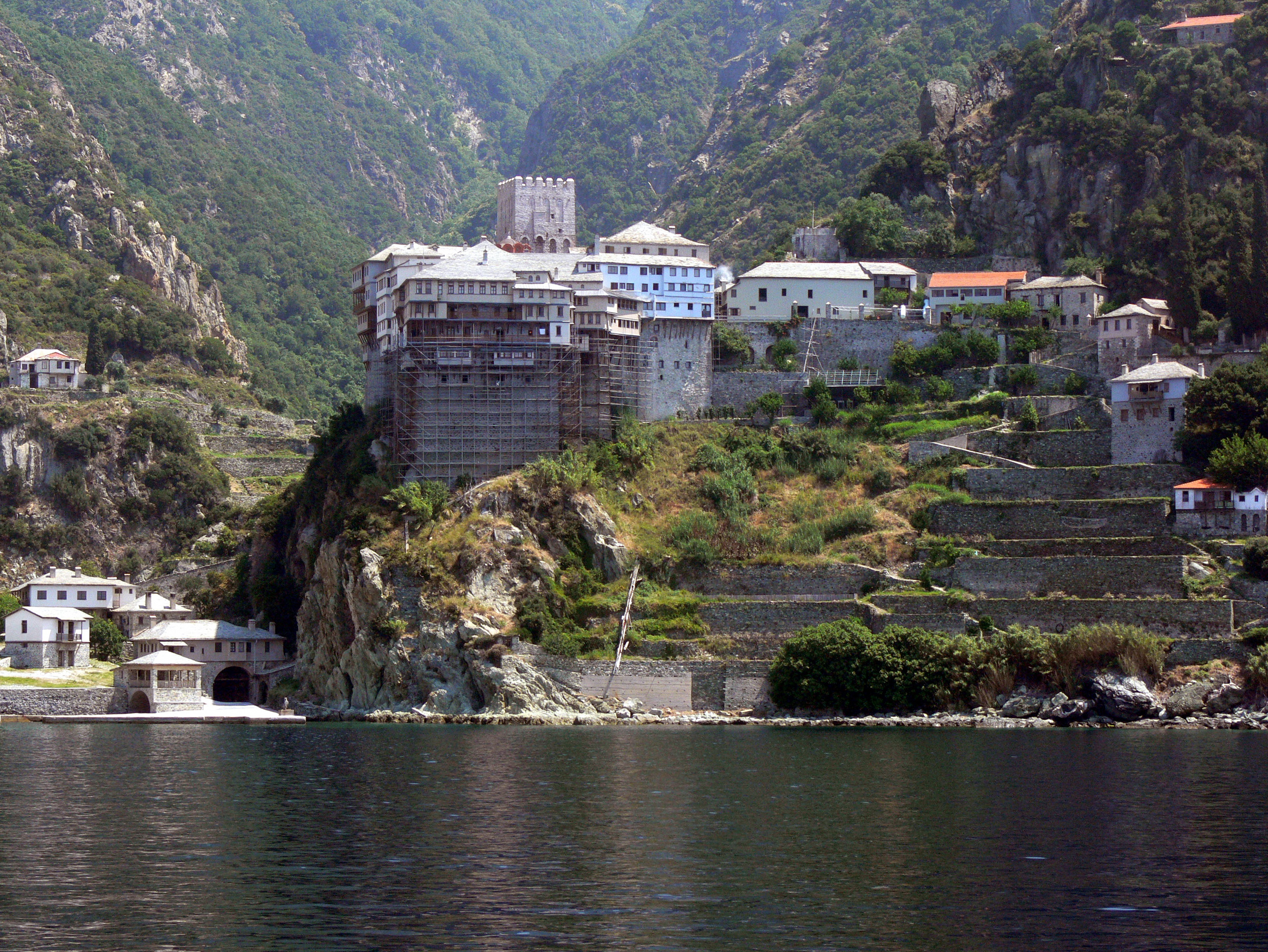
Monasterio de San Dionisio en el Monte Athos.

Un poco más tarde y también en el siglo IV y en Egipto, San Pacomio, organiza la vida en común de unos monjes que deciden unirse en comunidad. Al aumentar el número de monjes, se hizo necesario seguir una regla para ordenar sus actuaciones y evitar conflictos. San Pacomio escribió la primera regla monástica y está considerado el padre del movimiento cenobítico (del griego κοινός, koinós, "común" y βίος, bíos, "vida"), los que viven en común o en comunidad en un cenobio (del latín cenobium, "monasterio", a su vez del griego μοναστήριον, monastérion, "lugar para hacer algo" o "lugar donde viven los monjes").
En la Iglesia Ortodoxa, las Iglesias ortodoxas orientales y las Iglesias católicas orientales, el monacato ocupa un lugar importante y especial y donde la Iglesia mide su salud por la calidad de sus monjes y monjas: 

"Los ángeles son una luz para los monjes, los monjes son una luz para los legos"
San Juan Clímaco

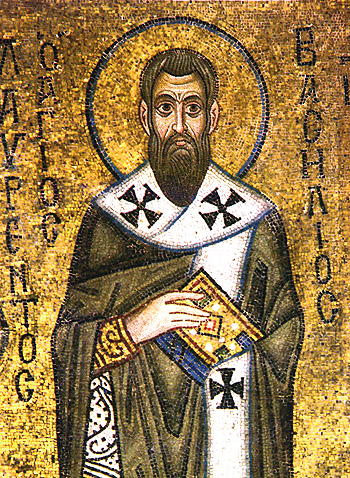
San Basilio el Grande, primer teólogo y regulador de la vida monástica. Catedral de Santa Sofía (Kiev).

El monacato ortodoxo no tiene órdenes religiosas como las que se encuentran en Occidente, ni tienen reglas en el mismo sentido que la Regla de San Benito. Los monasterios se regían por su carta fundacional, el typicón y eran instituciones independientes con obediencia al obispo local. Los monjes orientales estudiaban y se inspiraban en los escritos de los Padres del desierto, así como otros Padres de la Iglesia. Probablemente los tratados más influyente son el Asketikon Mayor y el Asketikon Menor de San Basilio el Grande y el Filokalia, que fue compilado por San Nicodemo de la Santa Montaña y San Macario de Corinto. El hesicasmo es de primordial importancia en la teología ascética de la Iglesia ortodoxa.
La mayoría de las comunidades son autosuficientes, y la vida cotidiana monástica se suele dividir en tres partes: (a) la adoración comunitaria en el katholikón (iglesia principal del monasterio); (b) duro trabajo manual y (c) la oración privada, el estudio espiritual y descanso cuando sea necesario. Las comidas se toman generalmente en común en un comedor de tamaño considerable conocido como trapeza (refectorio), en mesas alargadas. La comida suele ser sencilla y se come en silencio mientras que uno de los hermanos lee en voz alta los escritos espirituales de los Santos Padres. El estilo de vida monástica tiene mucho de serio compromiso. Dentro de la comunidad cenobítica, todos los monjes se ajustan a una forma común de vida basado en las tradiciones de ese monasterio en particular. Para alcanzar un acuerdo, los monjes vienen a dar cuenta de sus propios defectos y son guiados por su padre espiritual mediante una forma de tratar honestamente con ellos. Por esta misma razón, los obispos son casi siempre elegidos entre los monjes.
El monacato oriental se encuentra en tres formas distintas: anacorética (una vida solitaria en aislamiento), cenobítica (una vida en comunidad con adoración conjunta bajo la dirección directa de un abad o abadesa) y la "intermedia" entre las dos, conocida como skete (una comunidad de personas que viven por separado, pero en estrecha proximidad entre sí, que se reúnen solo los domingos y días festivos y trabajan y oran el resto del tiempo en soledad, pero bajo la dirección de un anciano). Una persona entra normalmente en una comunidad cenobítica en primer lugar y solo después de previa prueba y crecimiento espiritual puede pasar a la skete o, para los más avanzados, convertirse en un anacoreta solitario. Sin embargo, no necesariamente se espera que se una a una skete o se convierta en un solitario. La mayoría de los monjes permanecen en el monacato cenobítico toda su vida.
En general, los monjes ortodoxos tienen poco o ningún contacto con el mundo exterior, incluyendo a sus propias familias. El propósito de la vida monástica es la unión con Dios, mediante el abandono del mundo (es decir, la vida de las pasiones). Después de la tonsura, a los monjes y monjas ortodoxos no se les permite cortarse el pelo. El pelo de la cabeza y la barba permanece sin cortar como un símbolo de los votos que han tomado, que recuerda a los nazareos  del Antiguo Testamento. La tonsura de los monjes es la señal de una vida consagrada y simboliza la amputación de su propia voluntad.

## Cristianismo occidental

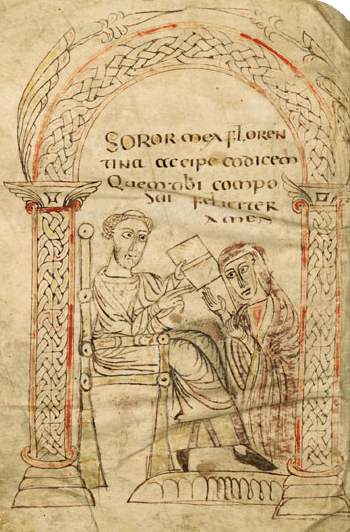
Isidoro de Sevilla presentando su obra a su hermana Florentina. Biblioteca Nacional de Francia.

El monacato oriental fue exportado desde Egipto al resto del mundo cristiano. Ya durante el siglo IV, el ideal monástico llegó a Occidente por Atanasio de Alejandría, durante su estancia en Roma y el norte de Italia. Se extendió por Francia con Martín de Tours, que estableció un monasterio en Poitiers en el 362 y llegando hasta los extremos de Europa en Gran Bretaña, Irlanda y España. Jerónimo de Estridón, que hizo vida monástica en Siria y en Belén, fundó monasterios femeninos y sus escritos ayudaron a divulgar los ideales de la vida monástica.
Otra de las figuras más importantes en llevar la espiritualidad de los primeros monjes orientales al Occidente fue Juan Casiano, pero el mayor impacto individual del monaquismo occidental lo consiguió Benito de Nursia que escribió una Regla que se destacaba por su estricta disciplina y que sería la que más aceptación e influencia tuvo en el cristianismo occidental. Fundó en el 529 el monasterio de Monte Cassino en Italia. 
En la Hispania visigoda, la vida monástica eclosionó sobre todo durante los siglos VI y VII con diferentes experiencias como monjas solitarias en sus propias casas o monasterios dúplices, bajo las reglas de san Leandro, san Isidoro de Sevilla o san Fructuoso.
Según la Regla de San Benito, existían antiguamente cuatro formas de ser monje: cenobitas, eremitas, sarabaítas y giróvagos.

### Catolicismo

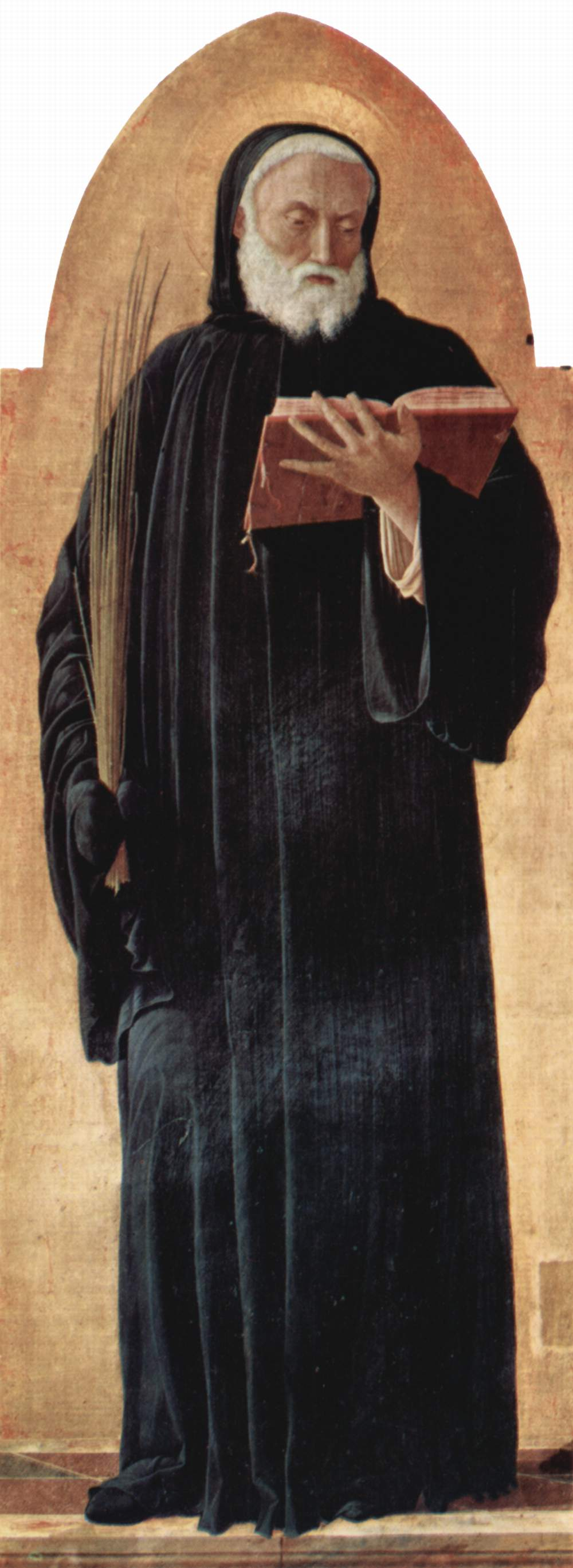
San Benito con el Libro de la Regla.

Dentro del catolicismo, un monje es un miembro de una orden religiosa que vive una vida en común en un monasterio, abadía o priorato bajo una regla monástica, como la Regla de San Benito. Benito de Nursia está considerado el fundador del monacato occidental y es santo patrono de Europa. Fue el autor de la regla de su nombre, que es la base de la Orden de San Benito y de todos los grupos reformadores, como los cistercienses y los trapenses.
Los votos religiosos desarrollados por San Benito eran tres: la obediencia, la conversión de la vida y la estabilidad. La obediencia pide al monje obedecer a Cristo, representado por el superior del monasterio, ya sea un abad o prior. La conversión de la vida (conversio morum) significa generalmente, que el monje se comporta por sí mismo como un monje, que es como una muerte a sí mismo y al mundo y vivir para Dios y para su obra. Un monje cristiano ha de ser un instrumento de la obra de Dios. La estabilidad (stabilitas loci) implica que el monje se compromete con su monasterio por el resto de su vida y así, después de su muerte, será enterrado en su cementerio. Obliga el voto de estabilidad a benedictinos y cartujos.
Los votos solemnes en otras comunidades religiosas finalmente se establecieron como votos de obediencia, pobreza y castidad. La pobreza requiere la renuncia a cualquier propiedad o activo, a excepción de los artículos que son permitidos por sus superiores (como hábitos religiosos, zapatos, una manta, etc.), y vivir humildemente, compartiendo lo que tenga con los pobres. La castidad requiere, que desde que están dispuestos a dedicar su vida a Dios, sacrifiquen el amor entre hombres y mujeres y no se casen. Además, deben abandonar cualquier acto de conducta sexual.
Para llegar a ser monje, la persona debe primero convertirse en postulante durante el tiempo que viva en el monasterio para evaluar si debe convertirse en monje. Como postulante, no está obligado a ningún voto y es libre de abandonar el monasterio en cualquier momento. Si el postulante y la comunidad están de acuerdo en que debe hacerse monje, es recibido como un novicio, en el momento que se le proporciona su hábito religioso y comienza a participar más plenamente en la vida del monasterio. Después de un período como novicio, generalmente de seis meses a un año, el novicio profesa los votos temporales, que pueden ser renovados por años. Después de unos pocos años, el monje profesa los votos permanentes, que son vinculantes para toda la vida.

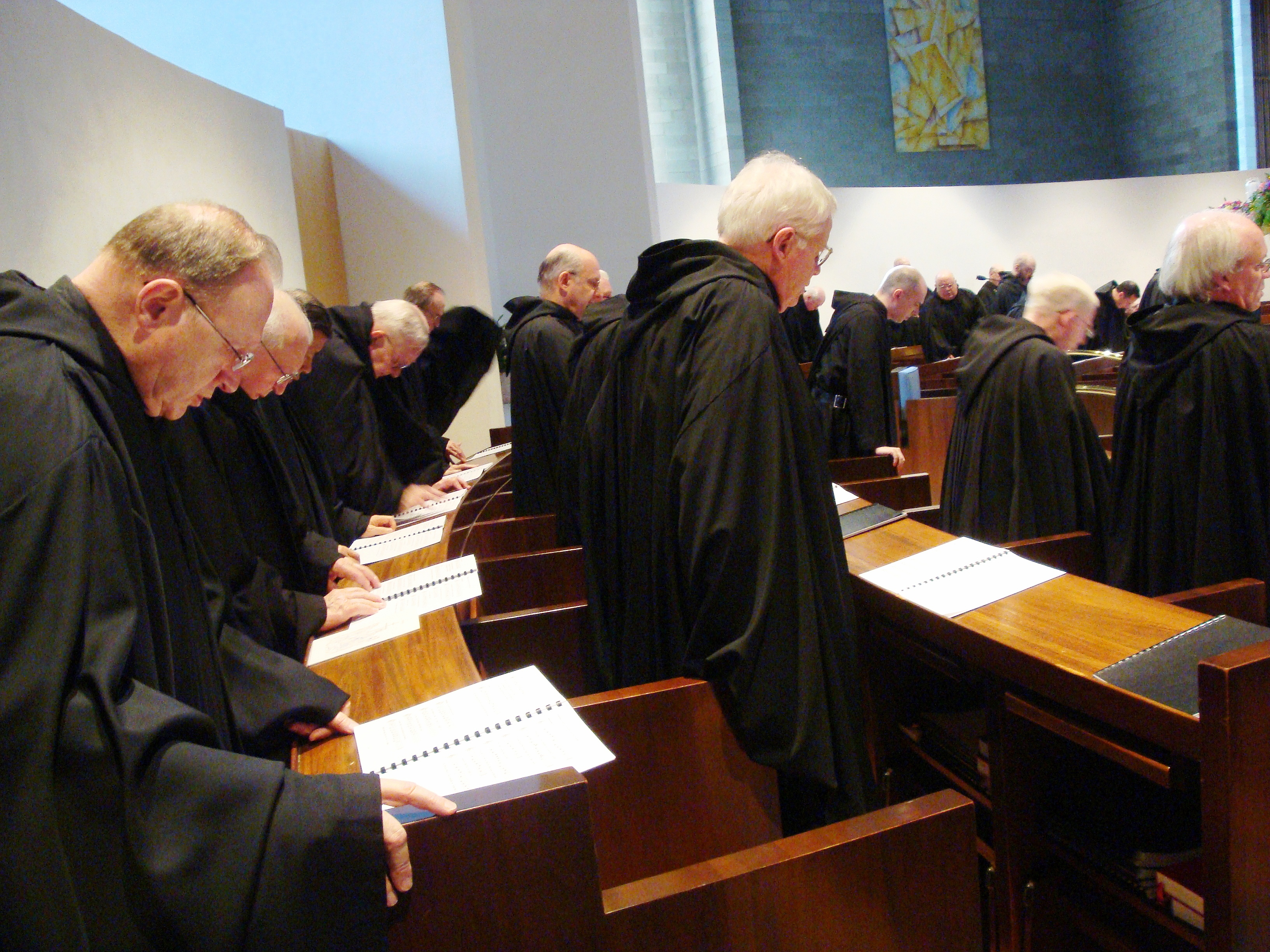
Monjes benedictinos cantando las Vísperas del Sábado de Gloria.

La vida monástica en general, consiste en la oración en forma de Liturgia de las Horas (también conocida como Oficio divino) y la lectura divina (lectio divina) y el trabajo manual. En la mayoría de las órdenes religiosas, los monjes viven en habitaciones sencillas y austeras llamadas celdas y se juntan todos los días para celebrar la misa conventual y al rezo de la Liturgia de las Horas. En la mayoría de las comunidades, los monjes comen juntos en el refectorio. Aunque no haya voto de silencio, muchas comunidades tienen establecido un período de silencio que dura desde la tarde hasta la mañana siguiente y algunas otras limitan el habla a las ocasiones en que sean necesarias para realizar su trabajo y durante su recreo semanal.
A los monjes que han sido o serán ordenados en las órdenes sagradas como sacerdotes o diáconos se les puede llamar "monjes del coro", ya que tienen la obligación de recitar diariamente todo el Oficio divino en el área reservada para ellos denominado coro. A los que no son ordenados en órdenes sagradas se les denomina hermanos legos. Hoy en día, en la mayoría de las comunidades monásticas existe poca diferencia entre legos y monjes del coro. Sin embargo, históricamente, los papeles de los dos grupos de monjes en el monasterio eran diferentes. El trabajo de los monjes del coro era la oración, el canto de las siete horas del Oficio divino y la celebración de la misa diaria, mientras que los hermanos legos proporcionaban las necesidades materiales de la comunidad mediante el cultivo de alimentos, preparación de las comidas y el mantenimiento del monasterio y los jardines. Esta distinción surgió históricamente, puesto que generalmente, los monjes que podían leer latín se convertían en monjes del coro, mientras que los monjes que eran analfabetos o no podían leer latín se convertían en hermanos legos. Puesto que los legos no podían recitar el Oficio divino en latín, en su lugar, podían rezar oraciones fácilmente memorizables como el Padre Nuestro o el Ave María por lo menos 150 veces al día. Desde el Concilio Vaticano II, la distinción entre monjes del coro y hermanos legos se ha desenfatizado, ya que se permitió que el Oficio divino se dijese en la lengua vernácula, abriendo la participación efectiva a todos los monjes.
Dentro del monacato occidental, es importante diferenciar entre monjes y frailes. Los monjes generalmente viven una vida contemplativa de oración confinados dentro de un monasterio, mientras que los frailes, por lo general se involucran en un ministerio activo de servicio a la comunidad exterior. Las órdenes monásticas incluyen a todos los Benedictinos (la orden de San Benito y sus posteriores reformas, como los cistercienses y los trapenses) y los cartujos, que viven de acuerdo con sus propios estatutos, y no de acuerdo propiamente con la Regla de San Benito. Las órdenes de frailes incluyen a franciscanos, dominicos, carmelitas y agustinos. Aunque los canónigos regulares, como los norbertinos, que viven en comunidad, pero no son ni monjes ni frailes, ya que se caracterizan por su estado clerical y no por los votos monásticos.

### Anglicanismo
La vida monástica en Inglaterra llegó a un abrupto final cuando el rey Enrique VIII rompió con la Iglesia católica y se nombró gobernador supremo de la Iglesia de Inglaterra. Se inició así la disolución de los monasterios, que llevó a que todos los monasterios en Inglaterra fueron destruidos. Unos monjes fueron ejecutados y otros huyeron a monasterios de Europa continental donde continuaron su vida monástica.
Poco después del inicio de la reactivación del movimiento católico en la Iglesia de Inglaterra, no se consideró la necesidad de la restauración de la vida monástica. En la década de 1840, el sacerdote anglicano John Henry Newman estableció una comunidad de hombres en Littlemore, cerca de Oxford. A partir de entonces, se han establecido muchas comunidades de monjes, frailes y otras comunidades religiosas para hombres en la Comunión anglicana. Hay anglicanos benedictinos, franciscanos, cistercienses, y en la Iglesia Episcopal en los Estados Unidos, dominicos. También hay órdenes monásticas únicamente anglicanas como la Sociedad de San Juan Evangelista.

## Budismo

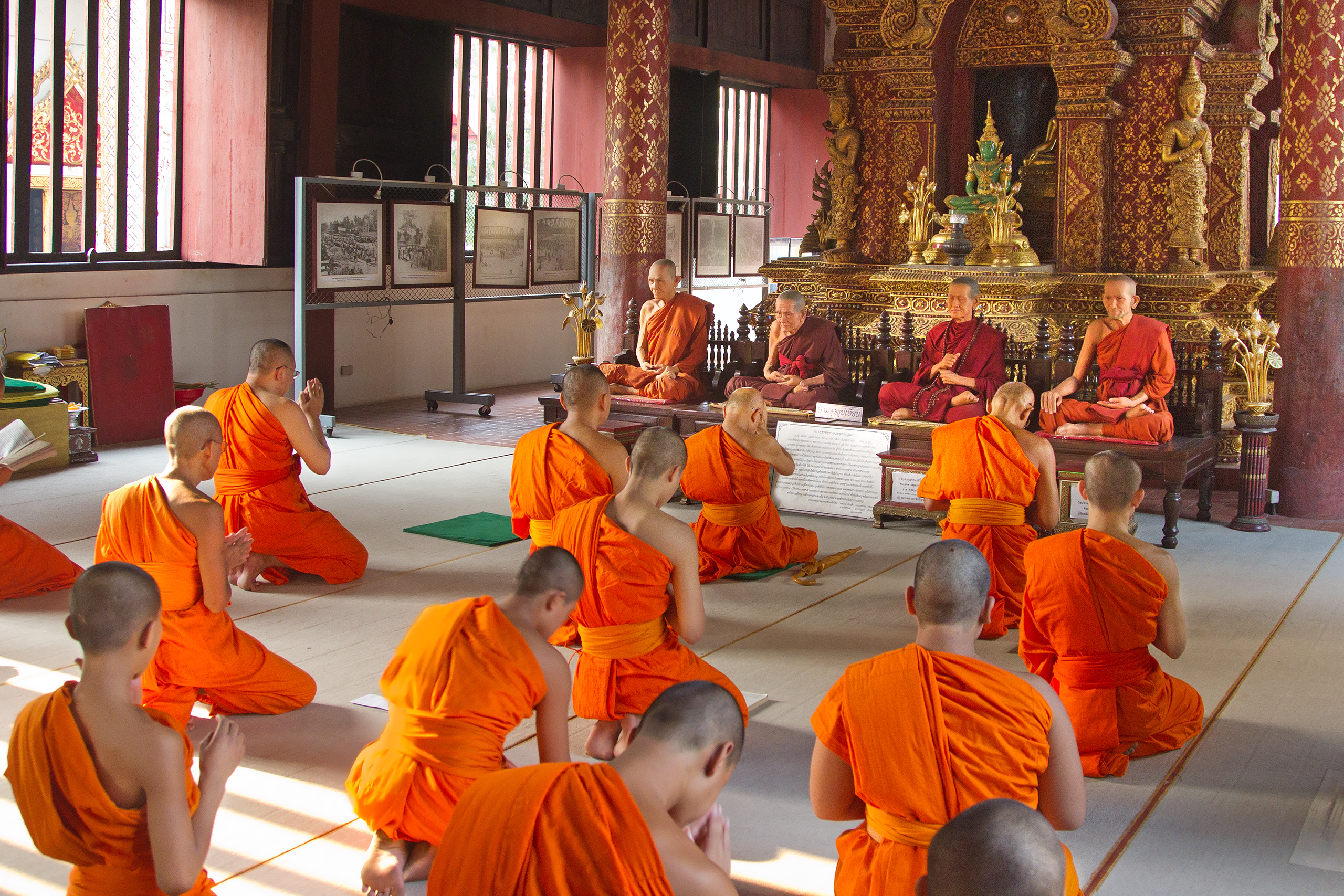
Monjes budistas en Tailandia.

### Budismo Theravada
En el Budismo Theravada, bhikkhu es el término utilizado para los monjes. Su código de disciplina se llama patimokkha, a su vez parte del Vinaya. Llevan vidas de mendicidad, recibiendo a diario limosnas a cambio de bendiciones (Pindapata). Las gentes locales les brindan comida, si bien a los monjes no se les permite pedir nada directamente. Los monjes viven en monasterios y tienen una importante función en la sociedad asiática tradicional. Los niños pequeños pueden ser ordenados como novicios (Samanera). Bhikkhus y samaneras comen solamente en las mañanas y no deben llevar vidas de lujo. Sus reglas les prohíben el uso del dinero, aunque esta regla no es seguida por todos los monjes en esta época. Los monjes son parte del Sangha, el tercero de los Tres Tesoros (Buda, Dharma y Sangha).
En Tailandia y Birmania es común que los niños varones pasen un tiempo como monjes en un monasterio. La mayoría de ellos solo pasan unos años y se marchan, pero algunos continúan con la vida ascética por el resto de sus vidas.

### Budismo Mahayana
En el Budismo Mahayana, el término "Sangha" se refiere exclusivamente a aquellos que han alcanzado ciertos niveles de entendimiento. Son por tanto llamados "la comunidad de los excelentes" (en tibetano: mchog kyi tshogs); no obstante, estas personas no tienen que ser monjes (es decir, cumplir con tales votos). Muchas órdenes Mahayana aceptan a mujeres como monjas y son consideradas iguales a los ascetas hombres en todo aspecto.
A los bhikkus solo se les permite cuatro objetos (aparte de sus vestiduras)ː una cuchilla de afeitar, una aguja, un cuenco para las limosnas y un colador de agua. 
En el Budismo Vajrayāna, el estado monacal es parte del sistema de "votos de liberación individual". Estos votos se toman con el propósito de desarrollar la disciplina ética personal. Los monjes y monjas conforman la sangha (ordinaria). En cuanto a los votos Vajrayāna de liberación individual hay cuatro pasosː Un laico puede tomar los cinco votos llamados "virtud cercana" (en tibetano 'genyen' < dge snyan>). El paso siguiente es entrar a la vida monástica (en tibetano, rabjung) que incluye llevar los hábitos de monje o monja. Luego de esto, uno puede hacerse un "novicio (En lenguaje Pali samanera, o en tibetano, getshül). El paso final es tomar todos los votos de un monje plenamente ordenado (gelong). Este término 'gelong' (en tibetano < dge long>, gelongma en forma femenina) es la traducción del término bikshu del sánscrito (o bikshuni para mujeres), que es a su vez el equivalente del término bhikkhuni en Pali.
Los monjes budistas chinos han sido asociados de manera tradicional y estereotípica con la práctica de las artes marciales chinas o Kung-fu, y con frecuencia son usados como personajes en las películas de artes marciales. Esta asociación está centrada alrededor del Monasterio Shaolin. El monje budista Bodhidharma es reconocido  tradicionalmente como el fundador del Budismo Zen en China y también se le atribuye la introducción del Kalaripayatu (que después evolucionaría en el Kung-Fu) al país. Esta afirmación ha sido, sin embargo, sujeta de gran controversia. Un rasgo adicional de los monjes budistas chinos es la práctica de quemaduras en su cuero cabelludo, dedo o parte de la piel en el lado anterior de sus antebrazos como señal de ordenación.
En Mongolia, durante la década de 1920 había alrededor de 110,000 monjes, incluyendo niños, constituyendo alrededor de un tercio de la población masculina del país, muchos de los cuales fueron asesinados en las llamadas "purgas" llevadas a cabo por Horloogiyn Choybalsan.

## Hinduismo
Existen muchas órdenes monásticas en el Hinduismo, incluyendo las órdenes de Dashanami Sampraday ("Tradición de Diez Nombres", también conocida como Orden de los Swami) establecida por Adi Shankara, así como las órdenes Visnuistas (o Vaisnavistas). 

### Visnuismo
(véase Asociación Internacional para la Conciencia de Krishna)
El filósofo Madhwa, de la tradición Dvaita, estableció los ashta matha (Ocho Monasterios). Designó a un monje (denominado swamiji o swamigalu en el habla local) por cada matha o monasterio quien tiene el derecho al culto del murti del Señor Krishna de Madhwa por rotación. Al samiji de cada matha se le da una oportunidad de culto después de catorce años. Este ritual se denomina Paryaya y se ha usado también en otras sampradayas, por ejemplo en el templo de Radha Ramana del Vaisnavismo gaudía en la ciudad de Vrindavan.
Similares en apariencia a los monjes budistas, los monjes Brahmacharia de la Asociación Internacional para la Conciencia de Krishna, o Hare Krishnas como se les conoce popularmente, son los monjes Visnuistas más conocidos afuera de la India. Se les ve comúnmente en muchos lugares alrededor del mundo. Su apariencia—un dhoti simple de azafrán, cabeza rapada con un simple mechón de pelo llamado sikha, collares de Tulasi y marcas de tilaka —así como sus costumbres sociales (sadhana) se remontan a varios miles de años hasta la era Védica. Este esquema social incluye etapas monásticas y laicas dirigidas a diferentes personas en diferentes etapas de la vida a razón de sus circunstancias (guna) y trabajo (karma).
La asociación se originó de manera predominante como un grupo monástico pero en la actualidad la mayoría de miembros viven como personas laicas. Sin embargo, muchas de ellas pasan algún tiempo como monjes. Las personas que se unen por primera vez a la asociación como miembros de tiempo completo (viviendo en sus centros) pasan primero por un entrenamiento Bhakta de tres meses, que incluye aprender los fundamentos de la vida brahmacari (monástica). Después de este periodo pueden decidir si continúan como monjes o como Grihasthas casados.
Los brahmacari mayores de cincuenta años (según la regla de la asociación) se pueden hacer sanniasin. La Sannyasa, una vida de dedicación completa a los propósitos espirituales, es la etapa más alta de la vida en la sociedad varnasrama. Es permanente y no se puede renunciar a ella. A los sanniasin se les da el título de Swami. Tradicionalmente se espera que los grihastha mayores que ya tengan hijos adultos acepten la vida de vanaprashta (retiro en el celibato).
El papel de las órdenes monásticas en la sociedad India y ahora también en la sociedad occidental se ha adaptado en alguna medida con los años de acuerdo con las siempre cambiantes estructuras sociales.

## Islam
El Islam prohíbe la práctica del monasticismo. En el Sunismo, un ejemplo es Uthmán bin Maz'un, uno de los compañeros de Mahoma. Estaba casado con Khawlah bint Hakim, siendo ambos de los primeros conversos al islam. Existe una historia suní en la cual Uthmán bin Mazún, por su devoción religiosa, decide dedicarse a orar en las noches y toma un voto de castidad hacia su esposa. Su esposa se molesta y habla con Mahoma de ello. Mahoma le recuerda a Uthmán que él mismo, siendo el Profeta, tenía también una vida familiar y que Uthmán tenía una responsabilidad con su familia y no debería adoptar el monasticismo como una forma de práctica religiosa.
Mahoma les pedía a sus seguidores suavizar su carga y evitar el exceso. De acuerdo con algunos hadices suníes, en un mensaje a algunos de sus compañeros que querían poner fin a su vida sexual, orar toda la noche o ayunar de manera continua, Mahoma les diceː "¡No lo hagáisǃ Ayunad algunos días y comed en los otros. Dormid parte de la noche y levantaos en oración otra parte. Pues vuestro cuerpo tiene derechos sobre vosotros, vuestros ojos tienen derecho sobre vosotros, vuestras esposas tienen derecho sobre vosotros, vuestros huéspedes tienen derecho sobre vosotros." Mahoma exclamó alguna vez, repitiéndolo tres veces, "¡Ay de aquellos que exageran [que sean demasiado estrictos]ǃ" Y en otra ocasión, dijo "'¡Moderación, moderaciónǃ Pues sólo con moderación triunfarás."

El monasticismo es mencionado también en cuatro partes de los siguientes versículos del Coránː
Después de ellos envié a Mis Mensajeros: a Jesús, hijo de María, le revelé el Evangelio, e infundí en los corazones de quienes lo siguieron la compasión y la misericordia. Ellos establecieron el monacato sin que se los hubiera prescrito, solo por deseo de satisfacer a Dios, pero aun así no lo observaron como debían. A quienes de ellos hayan creído los recompensaré, pero muchos fueron corruptos.
—Corán Verso 27, Sura Al-Hadid (capítulo 57)

Tomaron (los judíos) a sus rabinos y (los cristianos) a sus monjes y al Mesías, hijo de María, por divinidades en lugar de Dios. Pero solo se les había ordenado (en la Tora y el Evangelio) adorar a Dios, la única divinidad. No existe nada ni nadie con derecho a ser adorado salvo Él. ¡Glorificado sea! ¡Cómo pueden dedicar actos de adoración a otros!!
—Corán Verso 31, Sura Al-Tawba (capítulo 9)

¡Oh, creyentes! Muchos de los rabinos y monjes se apropian del dinero ajeno sin derecho, y desvían (a la gente) del sendero de Dios. A aquellos que atesoren el oro y la plata y no contribuyan por la causa de Dios, anúnciales un castigo doloroso.
—Corán Verso 34, Sura Al-Tawba (capítulo 9)

Verás que los peores enemigos de los creyentes son los judíos y los idólatras, y los más amistosos son quienes dicen: "Somos cristianos". Esto es porque entre ellos hay sacerdotes y monjes que no se comportan con soberbia.
—Corán Verso 82, Sura Al-Maeda (capítulo 5)

## Jainismo
Una de las formas más intensas de Ascetismo puede hallarse en el Jainismo, una de las religiones más antiguas del mundo. El jainismo promueve el ayuno, la práctica del yoga, la meditación en posturas difíciles y otras austeridades. De acuerdo con los yainas, la meta más alta debería ser alcanzar el Nirvana o Moksha (es decir, la liberación del samsara, el ciclo de nacimiento y reencarnación). Para lograr esto, una alma debe estar libre de ataduras y de auto-indulgencia. Esto solo pueden lograrlo los monjes y monjas que han profesado los cinco grandes votosː el de no violencia, el de verdad, el de no robar, el de no poseer y el del celibato. Así pues, en el Jainismo el monasticismo es promovido y respetado. Las reglas del monasticismo son estrictas. Un asceta yaina no tiene un hogar permanente ni posesiones, y deambula descalzo de lugar en lugar excepto durante los meses de Chaturmas. La calidad de vida que llevan es difícil debido a las muchas limitaciones que se les coloca. No utilizan vehículos para desplazarse y siempre van a pie de un lugar a otro, independientemente de la distancia. No poseen objetos materiales y no utilizan servicios básicos como teléfonos o electricidad. No preparan comida y viven solamente de lo que la gente les brinda.
La mayoría de estas austeridades pueden trazarse a Mahavira, el vigésimo cuarto Tirthankara (o "constructor de vados"). El Sutra Acaranga, o Libro de Buena Conducta, es un libro sagrado dentro del Jainismo que discute el código de conducta ascético. Otros textos que brindan información sobre la conducta de los ascetas incluyen el Yogashastra del acharia Jemachandra y el Niyamasara del acharia Kundakunda. Otras obras yainas célebres sobre la conducta ascética son Oghanijjutti, Pindanijjutti, Cheda Sutta y Nisiha Suttafee.
Un monje yaina completo en las tradiciones Svetambara o Digambara puede pertenecer a uno de estos rangosː
- Achariaː líder de la orden.
- Updhyayaː un monje culto, que enseña y estudia a la vez.
- Muniː un monje común.

Estos tres rangos son mencionados en los tres versos del Mantra Namokar (el mantra más importante en el Jainismo). En la tradición Digambara, un monje menor puede ser unː
- Ailakː usan una pieza de tela
- Kshullakː pueden usar dos piezas de tela

La secta Svetambar Terpanthi tiene un rango nuevo de monjes menores que son llamados samana. Las monjas son llamadas Aryikas en la tradición Digambar y Sadhvi en la tradición Svetambar.

### Votos ascéticos
De acuerdo con los votos yainas, los monjes y monjas renuncian a todas las relaciones y posesiones. Los ascetas yainas practican la no violencia completa. El primer y más importante voto de un asceta yaina es el Ahimsaː no lastiman a ningún ser viviente, sea insecto o humano. Llevan una escobilla especial para empujar a un lado a cualquier insecto que pueda cruzarse a su paso. Algunos monjes yaina llevan un pedazo de tela cubriéndoles la boca para evitar lastimar accidentalmente a los insectos y gérmenes en el aire. Tampoco usan la electricidad en tanto involucra violencia. En consecuencia no usan ningún aparato o máquina.
En tanto no tienen posesión o atadura algunas, van caminando de ciudad en ciudad, con frecuencia cruzando bosques y desiertos y siempre van descalzos. Los ascetas yaina no se quedan en un solo lugar por más de dos meses para evitar crear lazos con lugar alguno. Sin embargo, durate los cuatro meses de la temporada de monzones (época de lluvias) conocidos como chaturmaas, se quedan en un solo lugar para evitar matar a las formas de vida que pululan durante las lluvias. Los monjes y monjas yainas practican el celibato completo. No tocan personas del sexo opuesto ni comparten siquiera la misma plataforma con ellos para sentarse.

### Dieta
Los ascetas yainas siguen una estricta dieta vegetariana sin tubérculos. Los monjes Shvetambara no cocinan y en cambio piden donaciones o limosnas a los habitantes locales. Los monjes Digambara solo tienen una comida al día. Ninguno de los dos grupos pide comida, pero un asceta puede aceptar una comida de un habitante local siempre y cuando este sea puro de mente y cuerpo y ofrezca la comida por su propia intención y de la manera descrita. Durante tal encuentro, el monje permanece de pie y come solo una cierta cantidad mesurada. El ayuno es una práctica común del ascetismo yaina. Los ayunos duran un día o más, hasta por un mes. Algunos monjes evitan (o limitan) la medicina o la hospitalización debido a su cuidadosa atención a sus cuerpos.

### Austeridades y otras prácticas cotidianas
Otras austeridades incluyen la meditación en posturas sentadas o de pie cerca de los bancos de los ríos en medio de fríos vientos, o la meditación en la cima de colinas y montañas, especialmente a mediodía cuando el sol se encuentra en su punto más alto. Tales austeridades se practican de acuerdo con los límites físicos y mentales del asceta en particular. Los ascetas yainas no tienen (casi) ninguna posesión. Algunos yainas (los monjes y monjas Shvetambara) poseen solamente ropas blancas sin costuras (una pieza superior y una inferior) y un cuenco usado para comer y para recolectar donaciones. Los monjes Digambara no visten ropa alguna y no llevan nada excepto una escobilla suave de plumas caídas de pavo real (pinchi) y comen de sus manos. Duermen en el suelo sin cobijas y se sientan en plataformas especiales de madera.
Cada día lo pasan estudiando las escrituras, meditando, o enseñando a laicos. Se mantienen ajenos a los asuntos mundanos. Muchos ascetas yaina toman un voto final de Santhara o Sallekhana (es decir, una muerte pacífica y desligada en la que se abandonan las medicinas, la comida y el agua). Esto se hace cuando la muerte es inminente o cuando un monje siente que es incapaz de adherirse a sus votos debido a la avanzada edad o a una enfermedad terminal.

## Taoísmo
A lo largo de los siglos, el Taoísmo desarrolló sus propias y extensas tradiciones y prácticas monásticas. En el taoísmo las órdenes sacerdotales se categorizan convencionalmente en dos ramas principalesː Quanzhen y Zhengyi. La palabra daoshi (道士 "maestro del Tao"), se utiliza para referirse a los sacerdotes o monjes taoístas. Si bien la mayoría de órdenes sacerdotales (las órdenes Zhengyi) no son monásticas, las órdenes de la escuela Quanzhen sí lo son. El Taoísmo Quanzhen, presente de manera casi exclusiva en el norte de China, incluye a todas las órdenes Taoístas que tienen una institución monástica. Su estilo de vida es comparable al de los monjes budistas en que son célibes, vegetarianos y viven en monasterios. Es particularmente famoso el Monasterio de la Nube Blanca en Pekín, que alberga una rara copia completa del Daozang, una de las principales escrituras sagradas del Taoísmo. Este monasterio es el principal de la escuela Longmen de Quanzhen y sirve también como el cuartel general de la Iglesia Taoísta oficial de China. Algunas de estas órdenes monásticas son eremíticas y sus miembros practican la seclusión y estilos de vida ascéticos en las montañas, con el propósito de convertirse en xian, o seres inmortales. 
Los monjes y monjas taoístas deben adherirse estrictamente a los Cinco Preceptos del Taoísmo (similares a los del Budismo)ː no matar a ninguna criatura (incluyendo los insectos), no robar, no mentir, no tener actividades sexuales y no beber alcohol. También deben seguir tres cultosː el culto del Tao como la fuente todo, el culto al maestro porque es quien les guía al Tao, y el culto a las escrituras pues les permiten entender el mundo y la naturaleza.